# 亚纯函数
在复分析中，一个复平面的开子集D上的亚纯函数是一个在D上除一个或若干个孤点集合之外的区域全纯的函数，且这些孤立点都是该函数的极点。
每个D上的亚纯函数可以表达为两个全纯函数的比（其分母不恒为0）：极点也就是分母的零点。

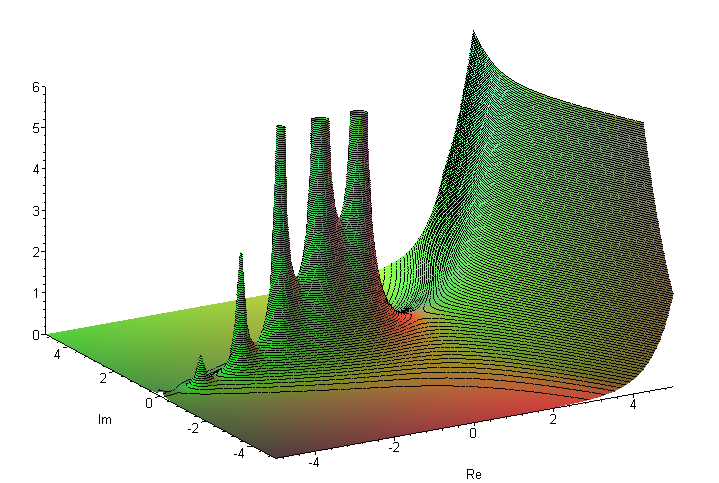
Γ函数在整个复平面上亚纯

直观的讲，一个亚纯函数是两个性质很好的（全纯）函数的比。这样的函数本身性质也很“好”，除了分式的分母为零的点，那时函数的值为无穷。
从代数的观点来看，如果D是一个连通集，则亚纯函数的集合是全纯函数的整域的分式域。这和有理数{\displaystyle \mathbb {Q} }和整数{\displaystyle \mathbb {Z} }的关系类似。

## 例子
- 所有的有理函数如

{\displaystyle f(z)={\frac {z^{3}-2z+1}{z^{5}+3z-1}}}
都是在整个复平面上的亚纯函数。
- 函数

{\displaystyle \tan z,\,\cot z,\,\sec z,\,\csc z}
都属于亚纯函数。又因为它们都不是有理函数，所以它们也被称为超越亚纯函数。
- 函数

{\displaystyle f(z)={\frac {e^{z}}{z}}}和{\displaystyle f(z)={\frac {\sin z}{(z-1)^{2}}}}
以及Γ函数和黎曼ζ函數都是在整个复平面上的亚纯函数。
- 函数

{\displaystyle f(z)=e^{\frac {1}{z}}}
在除去原点：0的整个复平面上有定义。但是，0不是这个函数的一个极点，而是一个本性奇点。因此，这个函数只是在C\{0}上的亚纯函数，而不是在整个复平面上的亚纯函数。
- 函数{\displaystyle f(z)=\ln z}不是在整个复平面上的亚纯函数，因为不能通过从复平面去除可数个点而让它变成全纯的。

## 性质
由于亚纯函数的奇点是孤立点，它们至多有可数多个。极点的个数可以有无穷多个，例如函数：
{\displaystyle f(z)={\frac {1}{\sin z}}}
使用解析拓延来消去可去奇点后，亚纯函数可以进行加减法和乘法的运算。当{\displaystyle g(z)}在D的连通部分上不恒为零时，还可以定义f/g。因此，当D连通时，所有的亚纯函数构成一个域，为复数域的一个域扩张。

## 黎曼曲面上的亚纯函数
在一个黎曼曲面上，每个点都拥有一个同构于复平面上的一个开子集的开邻域。因此，在任意黎曼曲面上都可以定义亚纯函数。
当D为整个黎曼球时，亚纯函数域就是复平面上的单变量有理函数域，因为可以证明任意黎曼球上的亚纯函数都是有理函数（这是所谓的GAGA原理的一个特例）。